# Свиридов, Алексей Викторович
Алексе́й Ви́кторович Свири́дов (литературный псевдоним — С. О. Рокдевятый; 12 сентября 1965 — 2 июня 2002) — российский писатель-фантаст, бард, активист ролевого движения.
Хотя профессиональной литературной деятельностью Алексей начал заниматься в качестве литературного негра, фабрикуя продолжения популярных сериалов, известность ему принесли пародии. Юмористическое эссе «Малый типовой набор», высмеивающее штампы и стереотипы жанра фэнтези, пользуется большой популярностью у поклонников фантастики. Архетипы фэнтези («тёмный властелин», «вольные народы», «мудрый волшебник») часто называют по имени автора, «Свиридовскими архетипами» (название распространено только в России).
Среди других известных произведений Свиридова — «Звирьмариллион» — пародия на «Сильмариллион» Джона Р. Р. Толкина, а также «Человек с Железного Острова» по той же вселенной Средиземья. Выходили у него фантастические книги и не связанные с Толкином, например, «Десять минут за дверью» и «Крутой герой», а также и нефантастические «Истребители» в соавторстве с Александром Бирюковым.
Помимо книг, литературное творчество Алексея Свиридова включало сценарии игр, разрабатываемых компанией «Нивал», где он работал почти с момента основания компании.
Умер от лейкоза. Похоронен в Москве на Ясеневском кладбище.